# In the pocket (Mr.Children單曲)
〈in the pocket〉日本搖滾樂團Mr.Children的第11張數位限定發行的單曲，於2024年8月30日由TOY'S FACTORY發行。

## 背景與音樂性
這首歌曲是為東寶電影公司發行的電影《你的顏色》（きみの色）量身打造的主題曲。櫻井和壽提到這首歌時說：「我希望這首歌不是將人抱起，也不是推動背後，而是讓主角們不用施加任何額外的力量，能夠以他們本身的敏感與柔和，柔韌且堅強地展翅飛翔。帶著這樣的願望，我進行了錄音。」據說櫻井在收到劇本後，在主題曲討論前就已經完成了這首歌。
這首歌的共同編曲人是agraph的牛尾憲輔，他也是《你的顏色》音樂監督，並負責歌曲中的鍵盤樂器部分。這次合作的契機來自Mr.Children成員聽了牛尾製作的《電影〈聲之形〉原聲帶 a shape of light》，並希望將那種世界觀融入到這首歌曲中，因此向牛尾發出邀請。歌曲的前奏鐘聲是牛尾的創意，他提到：「當我去到電影中的拍攝地錄音時，教堂的鐘聲非常清脆美麗，因此我決定將它放在主題曲的開頭，來將片尾字幕與電影世界的聲音連接起來。」
本作的母帶處理由紐約Sterling Sound工作室的Joe LaPorta負責。

## 發行與宣傳
這是自前作〈記憶的旅人〉以來，約4個月後再次推出的數位限定發行的單曲，並與東寶電影《你的顏色》上映日同步發行。
本作的藝術指導由森本千繪擔任。

## 評價
音樂評論家高橋美穗評價這首歌為「歌詞生動，簡單的樂團聲音」，並稱「充滿了讓人感受到Mr.Children精神與文字魅力的音樂」，還提到『某些大膽重要且笨拙的東西，卻不知不覺中被削減了』這樣的歌詞，展現出Mr.Children特有的視角，雖然他們已經成為成功的大人，但仍然沒有忘記這種視角的可貴。」

## 排行成績
首週下載量達約1.7萬次，並在2024年9月9日公布的Oricon每週數位單曲榜及2024年9月4日公布的Billboard JAPAN每週下載歌曲榜「Billboard Japan Download Songs」中雙雙獲得初登場第1位。這是自約兩年半前的第9張數位單曲〈永遠〉以來，Mr.Children再次以數位單曲獲得排行榜冠軍。